# Hermann Barnstorff

Hermann Barnstorff 1912 als Student in Göttingen

Hermann Barnstorff (* 12. August 1891 in Lilienthal-Butendiek bei Bremen; † 9. November 1979 in Columbia, USA) war ein aus Deutschland stammender Germanist, der in den USA tätig war.

## Leben
Barnstorff wurde 1891 als Sohn einer Bauernfamilie geboren. Nach dem Abitur am Bremer Realgymnasium studierte er Neuere Sprachen mit Hauptfach Anglistik an der Universität Göttingen und später in Heidelberg, Genf und Greifswald. In Göttingen trat er 1912 in die Burschenschaft Holzminda ein. Der Erste Weltkrieg zwang ihn sein Studium in Deutschland zu beenden, denn er befand sich 1914 bei Kriegsausbruch dank eines Rhodes-Stipendiums an der Universität Oxford in England. Dort wurde er als Deutscher interniert und durfte nicht nach Deutschland zurückkehren. Erst durch die Hilfe seines Bundesbruders Karl Jordan wurde ihm die Ausreise in die Vereinigten Staaten gestattet. Dort konnte er seine Studien an der Ohio State University fortsetzen, wo er den Magister in Deutscher Literatur machte.
Von 1915 bis 1917 unterrichtete er Deutsch in Cincinnati und arbeitete als Kaufmann für verschiedene Firmen in Columbus (Ohio) und Cincinnati. 1928 absolvierte er die Salmon P. Chase Law School in Cincinnati, woraufhin er zum Gerichtshof in Ohio zugelassen wurde. 1932 setzte er seine fremdsprachlichen Studien an der Universität von Wisconsin in Madison fort, wo er 1937 in Germanistik promovierte und ab 1939 als Professor lehrte. Von 1943 bis 1961 wirkte er dort als Präsident des Fachbereichs Deutsche und Slawische Sprachen.
Barnstorff war Mitglied der Modern Language Association of America (MLA), der American Association of Teachers of German (AATG), der Modern Language Teachers Federation und der American Association of University Professors (AAUP). 1938/39 wurde er regionaler Vizepräsident und Schriftführer der deutschen Sektion der National Federation of Modern Language Teachers (NFMLTA), 1954 Präsident der deutschen Sektion der Central States Modern Language Teachers Association und 1960 Vorstandsvorsitzender der American Association of Teachers of German (AATG).
Er veröffentlichte zahlreiche Bücher und Artikel im Bereich der deutschen Sprache und Literatur und erhielt verschiedene internationale Ehrungen.

## Publikationen (Auswahl)
- Kind und Schule in der deutschen, schönen Literatur unserer Zeit. In: Monatshefte für deutsche Sprache und Pädagogik. Band 18, Nr. 1, 1917, ZDB-ID 206479-0, S. 2–10, JSTOR:30168342; Nr. 2, 1917, S. 33–39, JSTOR:30167814.
- Festschrift zum goldenen Jubiläum des deutschen Literarischen Klubs von Cincinnati. 1877–1927. Deutscher Literarischer Klub, Cincinnati OH 1927.
- Die soziale, politische und wirtschaftliche Zeitkritik im Werke Gerhart Hauptmanns (= Jenaer germanistische Forschungen. 34, ZDB-ID 538613-5). Frommann, Jena 1938.
- Translating and interpreting Goethe’s Faust, I, 682/3. In: Modern Language Notes. Band 58, Nr. 4, 1943, ISSN 0149-6611, S. 288–291, JSTOR:2910727.
- (Rezension:) Studies in Theodor Storm. By Elmer Otto Wooley. Bloomington: Indiana University Publications, Humanity Series, No. 10, 1943. Pp. 143. $1.00. In: Modern Language Quarterly. Band 5, Nr. 2, 1944, ISSN 0026-7929, S. 250, doi:10.1215/00267929-5-2-250.
- Gerhart Hauptmann und der Staat. In: Gerhart-Hauptmann-Blätter. Band 10, 2008, ISSN 1439-0620, S. 6–11.